# Distretto di Patapo
Il distretto di Patapo è uno dei venti distretti della provincia di Chiclayo, in Perù. Si trova nella regione di Lambayeque e si estende su una superficie di 182,81 chilometri quadrati.

Istituito il 29 gennaio 1998, ha per capitale la città di Patapo; nel censimento 2005 contava 20.874 abitanti.
- Susan Ochoa